# マイケル・レヴィット (化学者)
マイケル・レヴィット（英: Michael Levitt, 1947年5月9日 - ）は、アメリカ・イギリス・イスラエル・南アフリカ共和国の生物物理学者であり、1987年からスタンフォード大学で構造生物学の教授を務めている。彼は計算生物学の研究者であり、王立協会、米国科学アカデミーの会員である。
レヴィットは2013年にノーベル化学賞をマーティン・カープラス、アリー・ウォーシェルとともに「複雑な化学系のためのマルチスケールモデルの開発」という理由で共同受賞した。

## 生い立ち
レヴィットは南アフリカ共和国プレトリアのユダヤ人の家族に生まれた。父親はリトアニア・プルンゲの、母親はチェコの血筋である。彼はサニーサイド小学校に通い、1960年から1962年にかけてプレトリア男子高等学校に通った。15歳の時、家族はイングランドに移住した。レヴィットは1963年にプレトリア大学で応用数学を学んだ。彼はキングス・カレッジ・ロンドンに入学し、1967年に物理学で学士号を得た。
1967年に彼は初めてイスラエルを訪れた。イスラエル人でマルチメディア・アーティストである妻リナと共に、ケンブリッジ大学で学び、そこで3人の子をもうけた。1979年に彼はイスラエルに戻り、レホヴォトのワイツマン科学研究所で研究に従事し、1980年にイスラエルの市民権を得た。1985年には6週間、イスラエル国防軍で勤務した。1986年からはスタンフォード大学で教鞭を執りはじめ、それ以降はイスラエルとカリフォルニアを行き来する生活を送っている。
レヴィットはアメリカ・イギリス・イスラエル・南アフリカ共和国の市民権を持ち、最近10年間でノーベル化学賞を得たイスラエル人としては6人目となる。
レヴィットは、妻と子供らが住むイスラエルを毎年訪れている。

## 経歴
レヴィットはケンブリッジのピーターハウスで計算生物学の博士課程に在籍した。1968年から1972年にかけてはMRC分子生物学研究所に在籍して、のちに彼の多くの研究で土台となる、分子構造を分析するコンピュータ・プログラムの開発を行なった。1967年、彼はケンブリッジ大学分子研究所のスタッフとしてイスラエルに派遣され、ハイファのイスラエル工科大学の Shneior Lifson 教授とその弟子アリー・ウォーシェルと共に、ワイツマン科学研究所で研究を行なった。彼らは、生体分子の挙動を明らかにするためにコンピュータ・モデルを使った。
1980年から1987年にかけて、彼はワイツマン科学研究所で化学物理学の教授を務めた。その後、カリフォルニアのスタンフォード大学で構造生物学の教授を務めた。
- イスラエルのワイツマン科学研究所にて、王立協会の交換研究員 (Exchange Fellow)（1967年-1968年）
- ケンブリッジのMRC分子生物学研究所にて、研究員 (Staff Scientist)（1973年-1980年）
- ワイツマン科学研究所にて、化学物理学教授（1980年-1987年）（1980年-1983年は部門長）
- スタンフォード大学にて、構造生物学教授（1987年-）

## 研究
レヴィットは、DNA と蛋白質の挙動について分子動力学法に基づくシミュレーションを行なった最初の研究者の一人であり、そのためのソフトウェアを世界で初めて開発した。現在、彼は高分子構造のふるまいの予測手法を開発したことで著名であり、蛋白質構造を予測する手法を評価するコンテスト (CASP, Critical Assessment of Techniques for Protein Structure Prediction) に多数参加し、分子動力学は蛋白質構造を明快に表現できないと批判している。彼はまた、蛋白質の折り畳みとパッキングを分析するため、蛋白質構造のシンプルな表現方法を研究し、大規模シーケンス構造を比較するための点数化システムを開発した。彼は、Mark Bender Gerstein、Ram Samudrala など優れた後進を指導してきている。Cyrus Chothia は共同研究者の一人である。

## 受賞
レヴィットは2013年にノーベル化学賞を「複雑な化学系のためのマルチスケールモデルの開発」という理由でマーティン・カープラス、アリー・ウォーシェルと共同受賞した。

## 企業での活動
レヴィットは、以下の企業で科学顧問委員 (Scientific Advisory Boards) として働いている。
- Oplon Ltd
- Cocrystal Discovery
- StemRad, Ltd
- Cengent Therapeutics, Inc